# اسوتوسلاو گوتسف
اسوتوسلاو گوتسف (متولد ۳۱ اوت ۱۹۹۰) بازیکن والیبال اهل بلغارستان؛ عضو تیم ملی بلغارستان و باشگاه شهرداری تبریز است. گوتسف با بلغارستان در قهرمانی جهان ۲۰۱۴ نیز حضور داشت.

## باشگاه‌ها
- ۲۰۰۹–۲۰۱۲  پیرین رازلوگ
- ۲۰۱۲–۲۰۱۳  ورونا
- ۲۰۱۳–۲۰۱۴  فریدریشسهافن
- ۲۰۱۴–۲۰۱۵  والی میلانٌ
- ۲۰۱۵-  شهرداری تبریز